# Hội chứng người đẹp ngủ
Hội chứng người đẹp ngủ tên khoa học chính thức là Hội chứng Kleine-Levin (KLS), là một hiện tượng rối loạn thần kinh về giấc ngủ và ăn uống. Mắc chứng bệnh này, bệnh nhân thường ngủ li bì cả ngày lẫn đêm (hypersomnolence), mỗi lần thức dậy chỉ để ăn và đi vào phòng tắm. Khi thức dậy, thái độ người bệnh thường thay đổi, thường thì tính cách giống như một đứa trẻ. Theo các chuyên gia thì hội chứng này thường phát bệnh trong thanh thiếu niên là 1%, khoảng 70% người bệnh là nam giới. Hiện nguyên lý phát bệnh vẫn chưa rõ, đồng thời cũng chưa có phương pháp trị liệu hiệu quả, song căn bệnh này sẽ tự mất sau 8-12 năm.

## Triệu chứng
Người mắc phải hội chứng này thường ngủ li bì ngày lẫn đêm. Họ thường trải qua các trạng thái mộng du, thiếu cảm xúc như người bị bệnh trầm cảm, cho nên hay gây ra các lo ngại và nhầm lẫn ở các bậc cha mẹ của người bệnh là con mình mắc phải triệu chứng trầm cảm hơn là hội chứng Kleine-Levin. Với các triệu chứng trên, chính đến các bác sĩ cũng thường nhầm lẫn và khó chẩn đoán chính xác bệnh trong thời gian ngắn, thường cho là thuộc các chứng bệnh tâm thần phân liệt, còn nghi bệnh nhân sử dụng ma túy nên mới có những triệu chứng đó, có những trường hợp phải mất nhiều năm mới chẩn đoán đúng bệnh.
Người bệnh thường không có khả năng chăm sóc mình, họ nằm lì trên giường, tỏ ra kín đáo và mệt mỏi kể cả lúc tỉnh táo. Hầu hết tất cả các bệnh nhân đều cho rằng họ không có khả năng tập trung và họ rất nhạy cảm với ánh sáng và tiếng ồn. Trong một số trường hợp họ trở nên rất thèm ăn.
Khi tỉnh dậy sau một thời gian ngủ vùi, họ thường rơi vào trạng thái bất ổn về tâm lý, trở thành trẻ con (tâm lý), có thể quên hết mặt chữ đã từng học... Bệnh phát theo chu kỳ, có thể ngủ li bì trong vài ngày, vài tuần và có thể lên đến hàng tháng mới thức dậy.

## Nguyên nhân
Một số nhà nghiên cứu cho rằng có thể do khuynh hướng di truyền, một số khác thì đồng ý rằng, đó là kết quả của một rối loạn tự miễn dịch. Nhưng cả hai đều đồng ý rằng có thể một phần não của người bệnh làm nhiệm vụ điều tiết giấc ngủ, ăn uống và thân nhiệt bị rối loạn dẫn đến hội chứng trên. Nghiên cứu gần đây cũng cho thấy rằng có thể có một sự thiếu hụt của mật độ vận chuyển dopamine ở thể vân thấp hơn thông thường.